# Eburia blancaneaui

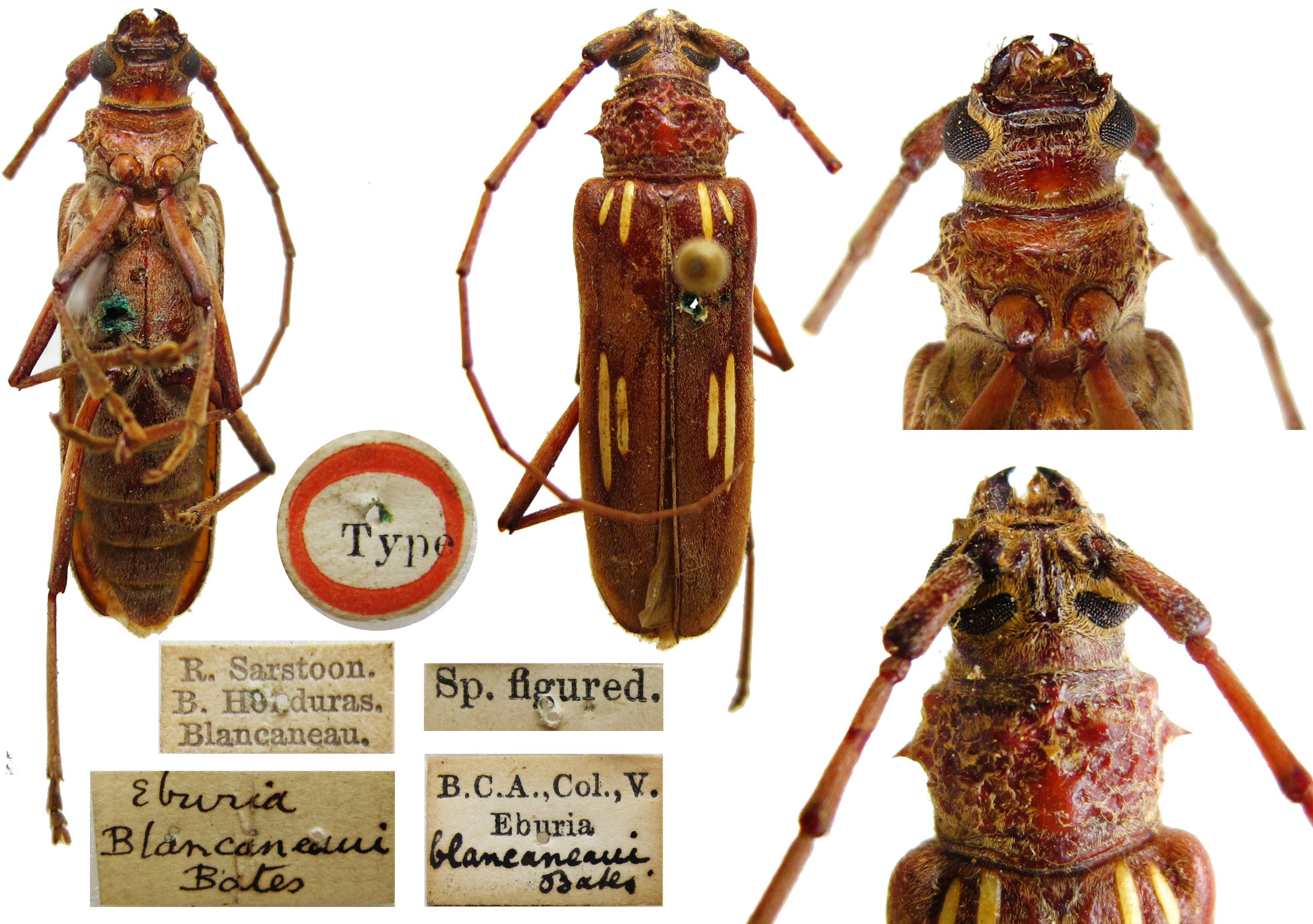

Eburia blancaneauia es una especie de coleóptero crisomeloideo de la familia Cerambycidae.

## Distribución
Es originaria de Belice, El Salvador, Guatemala, Honduras y México.